# Herb obwodu zakarpackiego

Herb obwodu zakarpackiego

Herb obwodu zakarpackiego przedstawia na tarczy dzielonej w słup w polu prawym siedem poziomych pasów błękitno-złotych. w polu lewym srebrnym wspiętego niedźwiedzia.
Herb przyjęty  został 18 grudnia 1990 roku.
Herb obwodu pierwotnie czechosłowackiej Rusi Podkarpackiej przyjęty został 30 marca 1920 roku. Występował w wielopolowym herbie Czechosłowacji w latach 1920-1939 i 1945-1960. Autorem herbu był czeski archiwista i historyk Gustav Friedrich (1871-1943).
Niedźwiedź  pochodzi z herbów miast Zakarpacia. Pasy błękitno-złote  to barwy narodowe Ukrainy.